# Театры блокадного Ленинграда
Театры блока́дного Ленингра́да — театральные учреждения и коллективы, работавшие в блокаду Ленинграда в годы Великой Отечественной войны. Их выступления проходили непосредственно в театрах блокадного города, не оккупированной части Ленинградской области и с выездом в прифронтовую полосу в расположении войск.

## Общая информация
19 августа 1941 года, во время активного наступления немецкой армии, городские власти начали эвакуацию Ленинградских театральных коллективов. Труппу Кировского театра, коллективы хореографического училища им. Вагановой и сотрудников Консерватории вывезли в Ташкент и Пермь. К концу года в тыл эвакуировались почти все музыкальные и театральные коллективы Ленинграда, в том числе Академическая капелла и Большой драматический театр имени Горького. Но в городе остались Театр музыкальной комедии и Симфонический оркестр Радиокомитета. Особым явлением в искусстве блокадного Ленинграда стал Театр народного ополчения.
Артисты ленинградской эстрады в период блокады дали около 25 тысяч представлений. Только на городских площадках в 1942 г. состоялось 416 концертов; в 1943 г. — 1433 концерта; в 1944 г. — 1911 и 5149 концертов за 9 месяцев 1945 г. Фронтовые артистические бригады за весь период Великой Отечественной войны дали в Ленинграде и в пределах Ленинградского фронта 18614 концерта, из них 9883 — в армейских частях, 5378 — на Балтийском флоте, 94 — на Северном флоте, 3259 — на сборных пунктах и в госпиталях.

## Театральная жизнь блокадного Ленинграда

### Театр Музыкальной комедии
Театр Музыкальной комедии продолжал свою работу с начала блокады и до самого её конца, став единственным ленинградским театром, который проработал каждый её день. В январе 1942 года, после потери электричества, работа непосредственно в здании театра была приостановлена. Но в этом время художественное руководство продолжало проводить уроки для сотрудников и репетиции. Были организованы фронтовые театральные бригады, которые выезжали на фронт, в госпитали и «Дорогу жизни» на Ладоге.
В начале марта 1942 года спектакли были возобновлены. В это время в труппе числился 291 человек. За год были выпущены 6 премьер — «Ева», «Принцесса долларов», «Марица», «Три мушкетера», «Продавец птиц», «Любовь моряка».
Часть работников театра ушла на фронт, на их место приходили другие. Более 100 сотрудников театра погибло от голода и пало на фронте за период блокады. Артисты умирали от голода в кулисах и по дороге в театр. В театре был создан морг для них и для умерших во время посещения театра зрителей.

### Театр народного ополчения
Театральная труппа была набрана из работников искусств, которые в первые дни войны записались в народное ополчение. Среди его организаторов был Николай Черкасов. С октября 1941 г. театр был переименован в агитвзвод Ленинградского Дома Красной Армии имени Кирова. В конце 1943 г. коллектив агитвзвода вошел в состав городского театра. Его первая программа, названная «Прямой наводкой» была представлена зрителям 25 июля 1941 года. Агитвзвод держал в своём репертуаре представления разных жанров: спектакли «Русские люди» К.Симонова, «Фронт» А.Корнейчука, литературно-музыкальные композиции «Александр Невский», «Суворов» и «Кутузов» и другие.
Художественный руководитель театра В. Чеснаков погиб во время работы в театре, его сменил В. Лебедев.

### Театр Балтийского флота
Этот театр, основанный в Кронштадте в 1930 году, вскоре после начала войны был объединён с ансамблем песни и пляски Балтфлота. Десять агитационных бригад театра работали на островах Сааремаа и Даго, полуострове Ханко, выступали перед моряками Ладожской флотилии. Во время блокады с осени 1941 г. театр без перерыва играл спектакли. Среди них были постановки «Добро пожаловать» («Крестовский остров») А. Штейна и З. Аграненко, «У стен Ленинграда» В. Вишневского, «Офицер флота» А. Крона, “Фронт” А. Корнейчука, «Русские люди» К. Симонова и др. Бессменным художественным руководителем всю войну был А. В. Пергамент.

## Выступления перед защитниками города
С самого начала блокады из актёров блокадного Ленинграда для выступлений на линии фронта формировались специальные фронтовые агитационные подразделения и артистические бригады. Их участники получали специальные пропуска, которые паозволяли передвигаться по прифронтовой полосе. После каждого концерта руководителю бригады необходимо было получить у командира воинской части отзыв о выступлении. Негативный отзыв создавал опасность остаться без работы и, соответственно, без поддержки.